# Impossible Creatures
Impossible Creatures, también llamado "Criaturas Imposibles" es un videojuego de estrategia.

## Trama
Se desarrolla en el archipiélago de las Islas Variatas (ficticias) ubicadas en el Océano Pacífico, cerca de Chile, durante 1937 (la historia empieza el 12 de junio), donde el Dr. Chanikov, junto a su "amigo" Upton Julius, trabaja en la tecnología Sigma, una tecnología que permite combinar dos animales diferentes en un organismo. Mientras esto sucede, el héroe de la historia, Rex Chance, un intrépido aventurero, que creía que su padre, el Dr. Chanikov, había muerto, recibe una carta de su padre, quien le explica que estaba trabajando en un proyecto en unas islas. En ese momento, Rex viaja hacia las Variatas, y llega a la isla Exsilium, una isla de nieve, donde encuentra un laboratorio, y busca a su padre dentro de este, pero en vez de eso encuentra un "Tigre Religioso" un híbrido entre Tigre y Mantis religiosa, asustado, da la vuelta y se da cuenta de que otro híbrido, un "Escorpiolobo" (Lobo mitad Escorpión) lo vigilaba. Saltando por una ventana, Rex encuentra a más Escorpiolobos, junto a su amo, Upton Julius, quien le explica la maravilla y terrible tecnología Sigma, y ordena a sus animales que lo ataquen, en eso aparece Lucy Wiling, ayudante del Dr. Chanikov, quien le dispara dardos tranquilizadores a los extraños seres, permitiendo a Rex escapar con ella en el "Laboratorio" (un tren volador). A partir de aquí, Rex empieza su aventura con la tecnología Sigma, empezando su recorrido por las islas árticas al sur del archipiélago. Aquí se enfrenta a Whitney Hooten, un peligroso aliado de Julius con un ejército de gran fuerza bruta. Rex, al terminar con su base y obligando a Whitney a escapar en su laboratorio-barco, esta se empieza a hundir, y Whitney muere ahogado.
Al terminar con el primer enemigo, los héroes se mueven más al norte, a las islas tropicales, donde conocen a su única enemiga, Vielka Le Pette, ornitóloga y amante de Upton, especializada en unidades aéreas y quien siempre viaja en su Girocóptero. Al ser derrotada, huye en el girocóptero, pero sufre una avería, cae al mar y muere igual que Whitney.
Vencida Vielka, nos desplazamos hacia otras islas, aquí se encuentra el Dr. Ganglion, un veterinario inmundo y mano derecha de Upton, que hacía experimentos con humanos y animales. No se sabe cómo murió exactamente, acorralado por una criatura, Ganglion al tratar de huir es golpeado por una aspa giratoria, pero no murió.
Nos vamos a la última isla, donde enfrentamos a Upton Julius, con unas de las peores criaturas jamás creadas, aquí Rex descubre por parte de Julius que el mató a su padre, lo que desató toda la ira de Rex. La muerte de Upton fue cuando Rex lo había acorrarado y aparece un Buitremantis (Buitre mitad Mantis religiosa) de Upton, creyendo que mataría a Rex, pero atacó a su amo. Upton antes de morir le reveló a Rex la verdad, el no es humano, si no el primer logro exitoso de un híbrido de humano creado con la tecnología Sigma, que tiene ADN de cientos de especies de animales. Al final del juego esto se demuestra, todos los animales de tecnología Sigma carecen de pupilas y Rex después de un ataque de ira, pierde sus pupilas.

## Rex y Lucy
Solo en los juegos de campaña, se cuenta con dos unidades especiales, que a diferencia de los obreros y criaturas, no cuentan como población, son Rex y Lucy.
Estos personajes tienen tareas diferentes a los obreros:
Lucy

Puede hace todo lo que los obreros hacen, pero tiene dos habilidades más: sabotaje; permite que una Estructura enemiga en un tiempo se destruya, e Investigar Tecnología; cuando hay una construcción enemiga que no tienes, Lucy copia esta y se vuelve disponible en tus Estructuras.
Rex

No hace nada de lo que Lucy y los obreros hacen, pero tiene dos habilidades muy eficientes: capturador de ADN: dispara a un animal normal y en unos segundos tienes su ADN disponible para usar en el Combinador (al recorrer las islas hay fauna, de ella saca el ADN), otra habildad, no disponible al principio, pero que adquiere en un escenario, son los dardos de Neurotoxinas, dispara a una criatura enemiga con su rifle y esta muere en uno o dos disparos (esto depende de la salud de la criatura)

## Criaturas
En Impossible Creatures, definitivamente, la posibilidad de crear un ejército de nueve criaturas híbridas a partir de 50 animales distintos es lo que lo hace que sea muy singular entre los juegos de STR, ya que no es necesario tener que elegir los ejércitos ya hechos por los creadores del juego. Hay que analizar que animales sirven para tu ejército y cuales te pueden ayudar. Para crearse se necesita de dos recursos, electricidad (habilidades especiales) y carbón (fuerza).
Aparte, Relic sacó el mismo año un "Debloqueador" descargable que permite revelar otros 10 animales secretos, y un paquete de expansión descargable gratuito llamado "Insect Invasion", que incluye 15 animales, de los que hay 12 insectos, lo que da nombre al pack. 
Los animales son clasificados en diferentes grupos según Impossible Creatures Planet, aunque algunas incluyen animales que no deberían ir allí, como el Glotón y el Zorrillo que no son Roedores, si no Mustélidos, o la Rana Venenosa que la clasifica como Reptil, no como Anfibio. 
Los animales también se distribuyen en niveles en números romanos. Estos nivel son visibles en el juego y van del 1 al 5. Los animales combinados del nivel I son los más débiles pero la mayoría tiene un ataque o habilidad que lo compensa y están al principio de cualquier juego. Los del nivel II son más fuertes y sirven bien, aquí empiezan a usarse los animales anfibios y acuáticos. Los animales nivel III son animales versátiles y desde este nivel están los animales aéreos. Los animales nivel IV son muy fuertes y potentes, son más difíciles de matar. Los animales de nivel V son los animales más poderosos del juego y poco se les puede resistir.

## Habilidades
Las criaturas del juego tienen varias habilidades, aquí las lista de ellas (consulte Lista de animales de Impossible Creatures, ver abajo):
- Camuflaje: el camaleón y la serpiente de cascabel y pueden esconder de otros animales.

- Excavar: habilidad que permite a los animales esconderse de otros bajo la tierra, con las patas delanteras. Disponible únicamente para la Hormiga y el Lemming

- Artillería: habilidad similar al Ataque a distancia, solo que tiene mayor distancia y daño, además de que la mayoría no proviene del cuerpo del animal, sino de su entorno. Solo cuentan con esta habilidad el Pez Arquero, el Chimpancé y el Escarabajo Bombardero, el daño y distancia se hace (Garra Roja).

- Ataque a Distancia: habilidad que permite a las Criaturas atacar al oponente con una parte del cuerpo a una distancia segura, sin perder puntos de vida, estos ataques vienen de la cabeza del animal, no son tan potentes ni van tan lejos como la Artillería. Varios animales tienen ataques de este tipo, Golpe de Lengua (Camaleón, Rana Venenosa, Oso hormiguero gigante), Pulso Sonar (Cachalote, delfín), Orca), Aerosol de Veneno (Cobra escupidora), Tiro de Espina (Puerco espín), Ataque de Relámpago (Anguila eléctrica). Al igual que la artillería, aumenta el daño y distancia según el tamaño.

- Ataque de carga y de salto: habildad que permite que los animales aumenten su velocidad para dar más daños en el primer ataque y golpear primero. El de carga está disponible en algunos ungulados y en el Facóquero, el de salto en todos los felinos y el Canguro.

- Grupo de Caza y Manada: las criaturas con esta habilidad son menos dañados por ataques a distancia y permite que tengan un bono de defensa. Los animales que tienen estas habilidades se envuelven en una Esfera Roja (Grupo) o Azul (Manada), respectivamente son disponibles para Carnívoros y Herbívoros.

- Explosión: el puerco espín (de espinas) y la anguila eléctrica (eléctrica) son los únicos con este Ataque de zona, esto debilita la defensa de los animales y puede casuarles fuertes daños a todo lo que está en la zona.

- Sentidos afinados y sónar: permite localizar unidades escondidas (Cabeza). El primero lo tienen los cánidos y el Tiburón martillo, el segundo la Orca, el Murciélago, el Delfín y el Cachalote.

- Regeneración: los reptiles y la langosta con esta habilidad reponen poco a poco sus puntos de vida.

- Nube de Hedor: un ataque de zona eficiente que impide a todos los oponentes ver y movilizarse normalmente. No surte efecto con animales de Alta Resistencia. Solo el Zorrillo y el Insecto Protector tiene esta habilidad.

## Estructuras
En los juegos de Impossible Creatures hay diferentes estructuras que tienen diferentes funciones. Como los animales se crean con carbón y electricidad, las estructuras se construyen con estos recursos también. Aquí las funciones de las estructuras, características, mejoras y costos:
Laboratorio
- Función: es la estructura principal, en la campaña y los juegos "Destruir el Laboratorio Enemigo", es la estructura que permite que estés de pie, una vez destruido, toda la base (todas las estructuras) desaparecen del mapa y pierdes. Aquí llevas a cabo toda tu operación.

Permite investigar los niveles II (200C y 300E), III (300C y 650E, necesitas el nivel II), IV (500C y 1000E, necesitas el nivel III) y V (700C y 1400E, necesitas el nivel IV), las estructuras avanzadas (100C y 50E, aumenta la vida de los edificios en 50%, excepto algunas estructuras, y permite construir estructuras avanzadas, necesitas el pararrayos), crear obreros y activar el pulso de sonar (1000 E) con la torre antiaérea.
- Coste: 0
- Puntos de vida: 8000 .
- Mejoras: 1200 de vida con estructuras avanzadas.

- Estructuras básicas

Son las estructuras que dispones al principio del juego, excepto el generador eléctrico. Se necesita un pararrayos para construirla.
Cámara de criaturas
- Función: permite crear criaturas terrestres y anfibias (solo con la *cámara de agua).
- Coste: 250C.
- Puntos de vida: 2000
- Mejoras: aumenta 50% sus puntos de vida con estructuras avanzadas.

Pararrayos
- Función: acumula pocas cantidades de electricidad que ellos mismos generan, solo se pueden construir cuatro por jugador. Se acumula en el número de generadores de electricidad, se muestra en la esquina superior izquierda, a la derecha de "carbón recaudado", un pararrayos vale 2, con el 2° 4, el 3° 6, y el 4° 8.
- Coste: 250C.
- Puntos de vida: 500.
- Mejoras: aumenta 50% sus puntos de vida con estructuras avanzadas.

Torre de sonido
- Función: es una torrecilla que dispara a los enemigos ondas de sonido a los enemigos, aunque no afecta mucho a los animales aéreos, solo disparan a un blanco, disminuye cerca de 20 puntos la vida a los enemigos.
- Coste: 250C y 25E.
- Puntos de vida: 500.
- Mejoras: aumenta 50% sus puntos de vida con estructuras avanzadas y en la Clínica de Investigación (mejora defensiva de torres, 300C Y 200E, las torres pueden disparar a dos blancos).

Valla de Zarzas
- Función: proporciona seguridad las estructuras al ponerlas alrededor de ellas.
- Coste: 5C (Por sección).
- Puntos de vida: 250.
- Mejoras: clínica de Investigación (refortalecimiento de vallas, 200C Y 100E, las vallas regeneran sus puntos de vida).

Taller
- Función: acumula el carbón recolectado de los obreros esparcidos por la isla (Se debe de poner cerca de una mina).
- Coste: 250C.
- Puntos de vida: 1500.
- Mejoras: aumenta 50% sus puntos de vida con estructuras avanzadas.

Generador eléctrico
- Función: acumula grandes cantidades de electricidad que ellos mismos generan, solo se pueden construir sobre un Géiser (en o fuera del agua). Se acumula en el número de generadores de electricidad, se muestra en la esquina superior izquierda, a la derecha de "carbón recaudado", un generador eléctrico vale 3 (no tienen límites de construcción).
- Coste: 200C y 50E.
- Puntos de vida: 3000.
- Mejoras: puede añadírsele hasta 3 geoturbinas (cada una aumenta 500 puntos al generador).

Cámara de agua
- Función: permite crear criaturas acuáticas y anfibias.
- Coste: 200C.
- Puntos de vida: 2500
- Mejoras: aumenta 50% sus puntos de vida con estructuras avanzadas.

Cámara de aire
- Función: permite crear criaturas aéreas.
- Coste: 300C y 100E.

Puntos de vida: 2000
Mejoras: Aumenta 50% sus puntos de vida con estructuras avanzadas.
- Estructuras avanzadas

Son las estructuras que se desbloquean con la investigación del mismo nombre.
Torre antiaérea
- Función: daña más fuerte a las criaturas aéreas y localiza las unidades escondidas. Es necesario para activar el "Pulso de Radar" (localiza las unidades enemigas, también revela sus movimientos unos segundos)
- Coste: 125C y 25E.
- Puntos de vida: 1500
- Mejoras: clínica de Investigación (mejora defensiva de torres, 300C Y 200E, aumenta los daños a las unidades Aéreas).

Clínica de investigación
- Función: proporciona mejoras a las estructuras y obreros, estas también tienen diferentes costes.
- Coste: 200C.
- Puntos de vida: 3000.

Amplificador genético
- Función: aumenta las habilidades de las criaturas, estas tienen diferentes costes dependiendo de la habilidad y el nivel de la criatura, no aumenta las habilidades por igual, por ejemplo: la velocidad aumenta en 5 puntos, mientras el daño de ataque aumenta un 15%.
- Coste: 150C y 50E.
- Puntos de vida: 1500.

Plataforma de aterrizaje
- Función: permite crear un girocóptero que conducirá un obrero (solo se puede crear uno en todo el juego).
- Coste: 150C y 50E.
- Puntos de vida: 1000.

## Obreros
Los obreros son tus unidades de recaudo de Carbón y construcción de Estructuras. Tienen una clasificación:
- Clasificación: humano
- Clima: cualesquiera
- Tipo: terrestres
- Nivel: 0
- Coste: 100C
- Daños de Pelea: 4 (Perforación)
- Salud: 150
- Defensa: 0
- Velocidad: 21 km/h
- Radio de visión: 20 m
- Tamaño: 0
- Habilidades: construcción

Pueden pelear con animales. También tiene mejoras de velocidad, recaudo de Carbón, Visión, para curar y disparar. También puede nadar y volar uno solo en el Girocoptero, al ser dañado, puede regresar a la Plataforma de aterrizaje para salir del vehículo y se tratado, además puede llevar a un animal u obrero uno por uno.